# Charles Ready

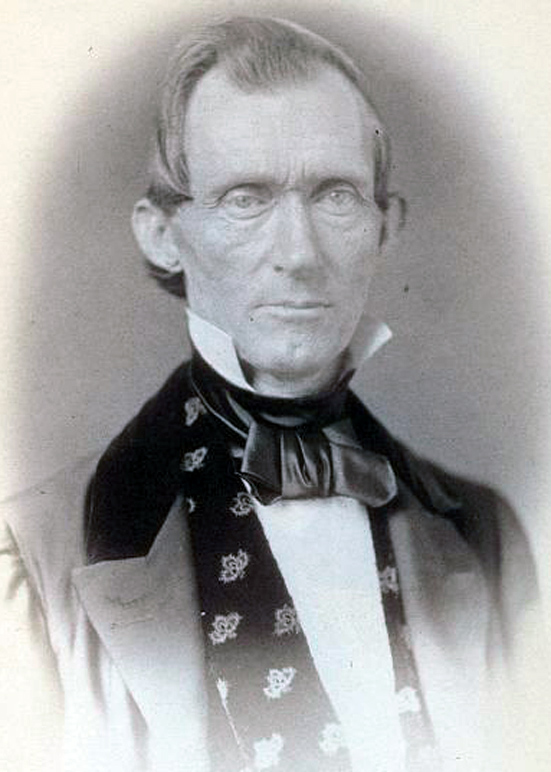
Charles Ready (1859)

Charles Ready (* 22. Dezember 1802 in Readyville, Cannon County, Tennessee; † 4. Juni 1878 in Murfreesboro, Tennessee) war ein US-amerikanischer Politiker. Zwischen 1853 und 1859 vertrat er den Bundesstaat Tennessee im US-Repräsentantenhaus.

## Werdegang
Charles Ready war ein Onkel von William T. Haskell (1818–1859), der von 1847 bis 1849 ebenfalls für Tennessee im Kongress saß. Er besuchte die öffentlichen Schulen seiner Heimat und das Greeneville College. Nach einem anschließenden Jurastudium und seiner im Jahr 1825 erfolgten Zulassung als Rechtsanwalt begann er in Murfreesboro in seinem neuen Beruf zu arbeiten.
Politisch wurde er Mitte der 1830er Jahre Mitglied der damals neu gegründeten Whig Party. 1835 wurde Ready in das Repräsentantenhaus von Tennessee gewählt. Bei den Kongresswahlen des Jahres 1852 wurde er im fünften Wahlbezirk von Tennessee in das US-Repräsentantenhaus in Washington, D.C. gewählt, wo er am 4. März 1853 die Nachfolge von George Washington Jones antrat. Nach zwei Wiederwahlen konnte er bis zum 3. März 1859 drei Legislaturperioden im Kongress absolvieren. Diese waren von den Ereignissen im Vorfeld des Bürgerkrieges bestimmt. Seit 1855 war Ready Mitglied der kurzlebigen American Party, nachdem sich die Whigs aufgelöst hatten.
Als Ready bei den Wahlen des Jahres 1858 nicht bestätigt worden war, kehrte er nach Murfreesboro zurück, wo er wieder als Anwalt praktizierte. Dort ist er am 4. Juni 1878 auch verstorben.